# La Kermesse de l'Ouest (comédie musicale)
Pour les articles homonymes, voir La Kermesse de l'Ouest.
La Kermesse de l'Ouest (Paint Your Wagon) est une comédie musicale américaine créée à Broadway en 1951.

## Argument
- Lieu : Californie, au temps de la ruée vers l'or
- Acte I (1853) : Le vieux mineur Ben Rumson arrive dans un endroit désert accompagné de sa fille Jennifer qui y trouve de l'or. Ben en revendique la propriété et peu après, des prospecteurs affluent vers une ville nouvelle baptisée Rumson. Parmi eux, on trouve Jake Whippany et le jeune mexicain Julio Valveras, dont Jennifer tombe amoureux...
- Acte II (1854-1855) : Les mineurs font la fête à Rumson, alors à son apogée. Jennifer, après avoir parfait son éducation ailleurs, y revient et attend le retour de Julio, lui aussi parti. Quand la population apprend qu'une nouvelle découverte d'or a été faite plus au sud, la ville commence à se vider...

## Fiche technique de la création
- Titre français : La Kermesse de l'Ouest
- Titre original : Paint Your Wagon
- Livret et lyrics : Alan Jay Lerner
- Musique : Frederick Loewe
- Direction musicale : Franz Allers (en)
- Mise en scène : Daniel Mann
- Chorégraphie : Agnes de Mille
- Décors : Oliver Smith
- Costumes : Motley (en)
- Lumières : Peggy Clark (en)
- Production : Cheryl Crawford
- Nombre de représentations consécutives : 289
- Lieu des représentations : Shubert Theatre, Broadway
- Date de la première : 12 novembre 1951
- Date de la dernière : 19 juillet 1952

## Distribution originale
Rôles principaux
- James Barton : Ben Rumson
- Tony Bavaar : Julio Valveras
- James Mitchell : Pete Billings
- Olga San Juan (débuts à Broadway) : Jennifer Rumson

Autres rôles (sélection, par ordre alphabétique)
- Richard Aherne : Edgar Crocker
- Tom Ai : Sing Yuy
- Delbert Anderson : Sam / chanteur
- Ralph Bunker : Salem Trumbull
- Mary Burr : Suzanne Duval / danseuse
- Stephen Cheng : Lee Zen
- Gemze de Lappe : Yvonne Sorel / danseuse
- Gordon Dilworth : Reuben Sloane / Raymond Janney
- Lorraine Havercroft : Carmelita
- Marijane Maricle : Elizabeth Woodling
- Bert Matthews : Walt
- Kay Medford : Cherry
- Robert Penn : Jake Whippany
- John Randolph : Mike Mooney
- Jared Reed : Sandy Twist
- Jack Sheehan : Dutchie
- Jan Sherwood : Sarah Woodling
- Rufus Smith : Steve Bullnack
- Gisella Svetlik : Elsie / danseuse
- James Tarbutton : Rocky / danseur
- David Thomas : Dr Newcomb / chanteur
- Ted Thurston : Jasper / chanteur
- Norman Weise : Joe / chanteur
- Josh Wheeler : Jacob Woodling

## Numéros musicaux
Acte I
- I'm On My Way (Steve Bullnack, Jake Whippany, Mike Mooney, Lee Zen, Sing Yuy, Sandy Twist, Edgar Crocker, Reuben Sloane et ensemble de mineurs)
- Rumson (Jake Whippany)
- What's Goin' On Here? (Jennifer Rumson)
- I Talk to the Trees (Julio Valveras et Jennifer Rumson)
- They Call the Wind Maria (Steve Bullnack, ensemble de mineurs et danseur)
- I Still See Elisa (Ben Rumson)
- How Can I Wait? (Jennifer Rumson)
- Trio (Elizabeth, Sarah et Jacob Woodling)
- Rumson (reprise) (Jake Whippany)
- In Between (Ben Rumson)
- Whoop-Ti-Ay! (Ben Rumson, Elizabeth Woodling et ensemble de mineurs)
- How Can I Wait? (reprise) (Jennifer Rumson et Julio Valveras)
- Carino Mio (Julio Valveras et Jennifer Rumson)
- There's a Coach Comin' In (ensemble de mineurs)
- Finaletto (ensemble de fandangos et mineurs)

Acte II
- Hand Me Down That Can O'Beans (Jake Whippany et ensemble de mineurs)
- Rope Dance (ensemble de fandangos, Pete Billings et chanteur)
- Can-Can (Suzanne Duval, Rocky, ensemble de fandangos et mineurs)
- Another Autumn (Julio Valveras, danseur et Pete Billings)
- Movin’ (ensemble de mineurs)
- I'm On My Way (reprise) (ensemble de mineurs)
- All For Him (Jennifer Rumson)
- (I Was Born Under a) Wand'rin' Star (Ben Rumson)
- I Talk to the Trees (reprise) (Jennifer Rumson)
- Strike! (Steve Bullnack, Jasper et Jake Whippany)
- (I Was Born Under a) Wand'rin' Star (reprise) (Jake Whippany, Steve Bullnack, Sandy Twist et ensemble de mineurs)
- Finale (ensemble)

## Reprises (sélection)
- 1953 : Bobby Howes (Ben Rumson) et Sally Ann Howes (Jennifer Rumson), Her Majesty's Theatre (Londres), 477 représentations
- 2015 : Keith Carradine (Ben Rumson) et Justin Guarini (Julio Valveras), New York City Center

## Distinction
- 1952 : Theatre World Award gagné par Tony Bavaar

## Adaptation au cinéma
- 1969 : La Kermesse de l'Ouest (Paint Your Wagon) de Joshua Logan, avec Lee Marvin (Ben Rumson) et Clint Eastwood (Julio Valveras, rebaptisé Pardner) (libre adaptation ne reprenant que partiellement l'argument original)